# Kawasaki Zephyr
La Kawasaki Zephyr fu un motociclo quadricilindrico prodotto nel 1990 dall'azienda giapponese Kawasaki e commercializzato nei primi anni dello stesso decennio. Si trattava di una moto di tipo stradale-turistico, senza appendici aerodinamiche (oggi sarebbe definita naked), che ricalcava nelle forme, con lievi accorgimenti estetico-meccanici, le maxi della serie Z, commercializzate con grande successo di pubblico e critica nell'arco degli anni 70. La Zephyr era reperibile in Italia in due motorizzazioni, 750 e 1100 cc., sebbene dalla fabbrica fossero uscite anche le medie cilindrate e anche quella da 900 cc. La 1100, che metteva a disposizione circa 37 Kw di potenza su 6 rapporti, era raffreddata ad aria e presentava un peso a secco dichiarato di circa 180 kg. Lo scarico era un 4 in 2 per entrambe le cilindrate. Tuttavia, nonostante la facilità di guida, dovuta al peso modesto e alla posizione comoda, l'accattivante design vintage e i minimi costi di gestione, la Zephyr non incontrò il favore del pubblico e fu presto accantonata, uscendo di listino già prima della metà degli anni '90, senza essere sostituita da nessun veicolo similare.